# Embrujo de amor
 Embrujo de amor  es una película filmada en colores de Argentina dirigida por Leo Fleider según el guion de Jorge Falcón que se estrenó el 8 de julio de 1971 y que tuvo como protagonistas a Sandro, Carmen Sevilla,  Alfredo Iglesias y José María Pedroza. Fue filmada en una estancia de la provincia de Buenos Aires.

## Sinopsis
La relación amorosa entre una mujer de origen noble y un gitano.

## Reparto
- Sandro como Toxzo
- Carmen Sevilla como Sovira
- Alfredo Iglesias
- José María Pedroza
- Walter Kliche
- Antonia Herrero
- Victorio Berni
- María Rosa Solari
- Oscar Petri
- Gustavo Fabiani
- Chino Martínez
- Darío Avalo
- Ernesto Cáceres
- José Sulgatti
- Oscar Brizuela
- Daniel Ripari
- Arturo Noal
- Hugo Asencio
- Miguel Ferrando
- Oscar Carmelo Milazzo (Polvorita)
- Rubén Darío Basiles … Extra
- Miguel Ángel Martínez

## Comentarios
La Nación opinó:

”Créase o no, la cosa ocurre allá por el siglo XVIII, o tal vez antes…Lo que importa es que Sandro es el líder juvenil de una tribu nómade de gitanos y Carmen Sevilla es una delicada doncella que lee poesías en un lujoso castillo mientras un paje toca el laúd a sus pies.”

Manrupe y Portela escriben:

”Sandro en ambiente renacentista y con canciones pop en un asunto increíble y un film que puede ser muy divertido de ver.”